# Aste (rapper)
Aste, pseudonimo di Jani Sutelainen (Kuusankoski, 24 giugno 1985), è un rapper finlandese.

## Biografia
Aste ha ottenuto il suo primo ingresso nella Suomen virallinen lista col secondo album in studio Surullisiilauluja (2009), arrivato al 16º posto della classifica. I dischi successivi Nuorallatanssija (2010) e 2.0 (2015) sono figurati rispettivamente in 43ª e 7ª posizione della graduatoria.
Grand Prix, uscito nel 2018, ha segnato il secondo miglior posizionamento dell'artista nella classifica finlandese (11º posto).

## Discografia

### Album in studio
- 2008 – AD/HD
- 2009 – Surullisiilauluja
- 2010 – Nuorallatanssija
- 2012 – Sirkus palaa
- 2015 – 2.0
- 2018 – Grand Prix
- 2020 – Everyday porrada
- 2025 – Nuori & kuolematon

### Singoli
- 2009 – Poikkeus sääntöön
- 2009 – Unelmien poikaystävä
- 2009 – Mitä hei
- 2010 – Normipäivä (feat. Hank Solo)
- 2010 – Refuge (con Hip-J)
- 2011 – Sekopää (feat. Pete Parkkonen)
- 2013 – Spaceman
- 2014 – Yhdet Sille
- 2014 – Himalaja
- 2015 – Mammanpoika
- 2016 – Herää
- 2016 – Peruskallio
- 2016 – Enemmän kuin valmis
- 2017 – Luonasi
- 2017 – Monaco
- 2018 – Pojat ei itke
- 2018 – Vastaaja (feat. Mira Luoti)
- 2019 – Ötökkä myrskyssä (feat. Raappana)
- 2019 – Sudet
- 2019 – Juuret ja siivet (Anna laulu lahjaksi) (con Irina)
- 2020 – Tuhansien hiekkateiden maa (feat. Aleksanteri Hakaniemi)
- 2020 – Pelle
- 2020 – Kuka suojelee sua (feat. Sara Siipola)
- 2021 – Kaupunkilegendoi
- 2021 – Mikä-mikä-maa (feat. Eme)
- 2022 – 7 taivasta
- 2023 – Köyhä laulaa (feat. Diandra)
- 2024 – Chakrat sekasin
- 2024 – IBZ (feat. T Swoop & Nelli Orell)
- 2024 – Duunarit (feat. Aleksanteri Hakaniemi)
- 2024 – Dyynit